# Valette (Cantal)
Pour les articles homonymes, voir Valette.
Valette est une commune française, située dans le département du Cantal en région Auvergne-Rhône-Alpes.

## Géographie

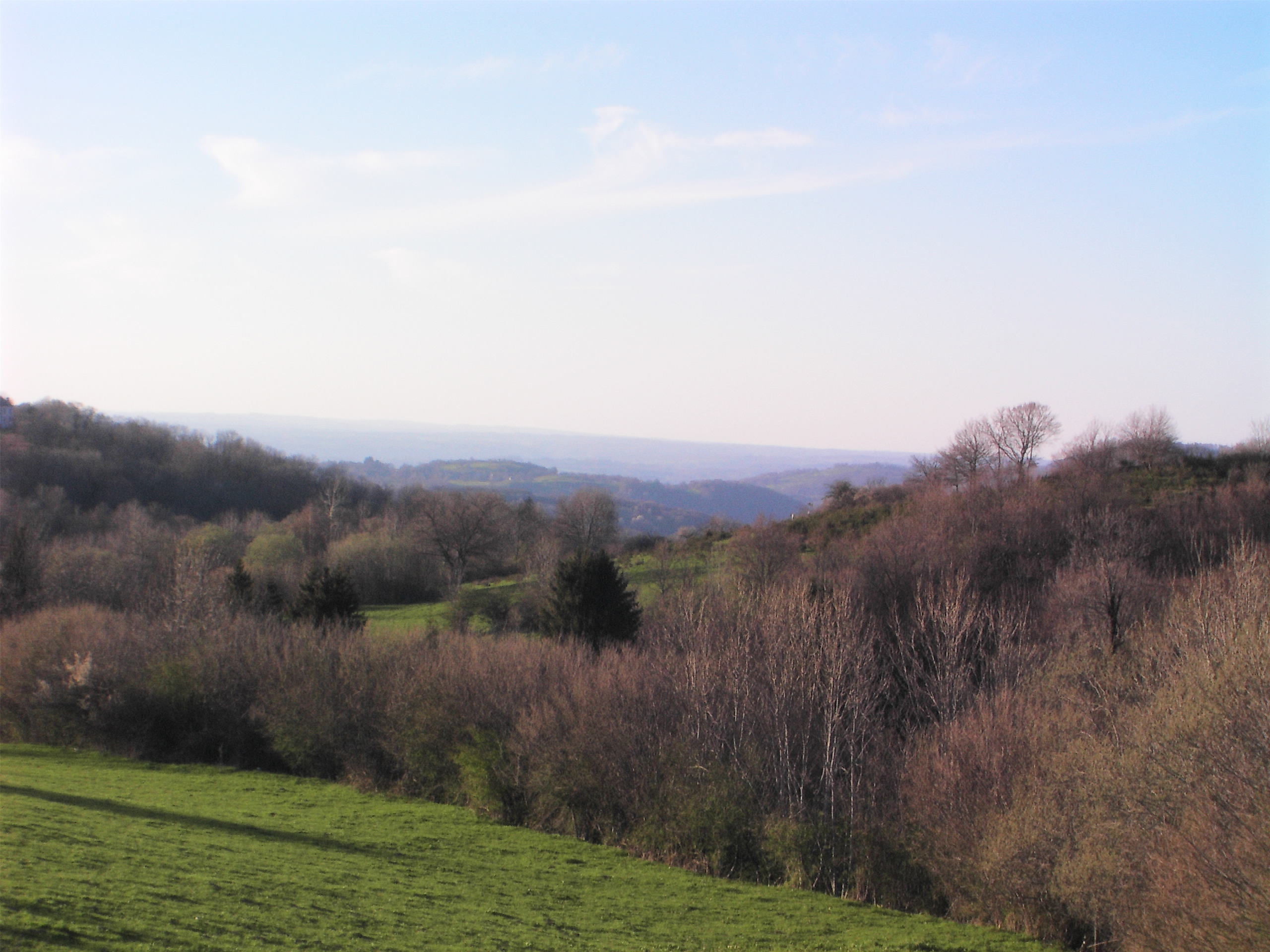
Paysage depuis Valette (Cantal).

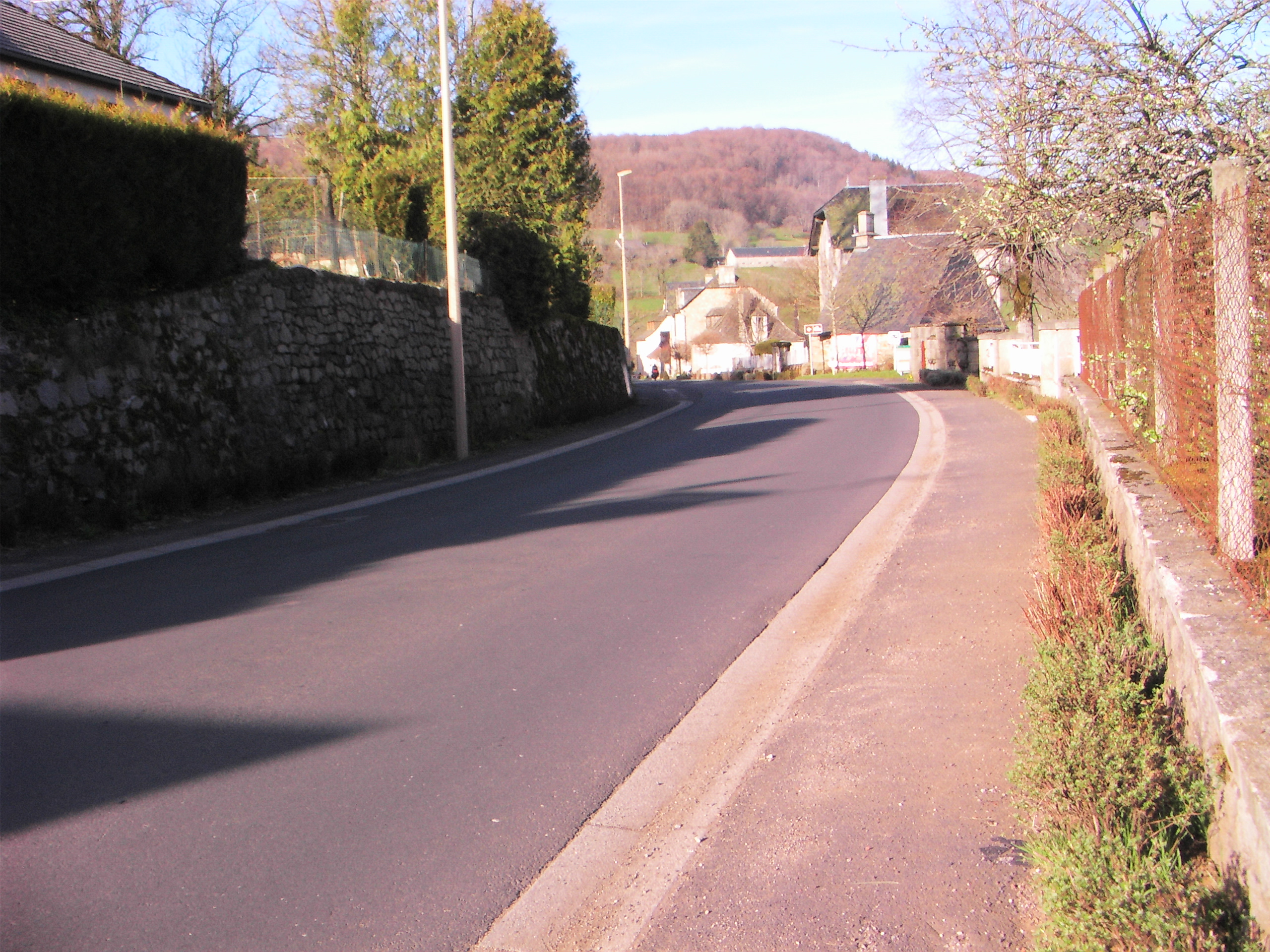
Route principale dans Valette (Cantal).

Valette appartient à la communauté de communes du pays Gentiane. Elle est située au nord-ouest du Cantal, à quatre kilomètres de Riom-ès-Montagnes. L'altitude du bourg est de 892 m.
La commune est arrosée par la Sumène, par son affluent le ruisseau du Cheylat, et par le Violon, autre affluent de la Sumène, qui borde le territoire communal à l'ouest, sur environ trois kilomètres.
Quatre communes sont limitrophes :
|        | Menet   |                   |
|        | Valette | Riom-ès-Montagnes |
| Trizac |         | Collandres        |

### Climat
Pour des articles plus généraux, voir Climat d'Auvergne-Rhône-Alpes et Climat du Cantal.
En 2010, le climat de la commune est de type climat de montagne, selon une étude du CNRS s'appuyant sur une série de données couvrant la période 1971-2000. En 2020, Météo-France publie une typologie des climats de la France métropolitaine dans laquelle la commune est exposée à un climat de montagne ou de marges de montagne et est dans la région climatique  Ouest et nord-ouest du Massif Central, caractérisée par une pluviométrie annuelle de 900 à 1 500 mm, maximale en automne et en hiver. 
Pour la période 1971-2000, la température annuelle moyenne est de 8,4 °C, avec une amplitude thermique annuelle de 14,9 °C. Le cumul annuel moyen de précipitations est de 1 441 mm, avec 11,9 jours de précipitations en janvier et 9,2 jours en juillet. Pour la période 1991-2020, la température moyenne annuelle observée sur la station météorologique de Météo-France la plus proche, « Riom-Montagnes »sur la commune de Riom-ès-Montagnes à 5 km à vol d'oiseau, est de 9,7 °C et le cumul annuel moyen de précipitations est de 1 221,4 mm,. Pour l'avenir, les paramètres climatiques de la commune estimés pour 2050 selon différents scénarios d'émission de gaz à effet de serre sont consultables sur un site dédié publié par Météo-France en novembre 2022.

## Urbanisme

### Typologie
Au 1er janvier 2024, Valette est catégorisée commune rurale à habitat dispersé, selon la nouvelle grille communale de densité à 7 niveaux définie par l'Insee en 2022.
Elle est située hors unité urbaine et hors attraction des villes,.

### Occupation des sols
L'occupation des sols de la commune, telle qu'elle ressort de la base de données européenne d’occupation biophysique des sols Corine Land Cover (CLC), est marquée par l'importance des territoires agricoles (71,2 % en 2018), en augmentation par rapport à 1990 (69 %). La répartition détaillée en 2018 est la suivante : 
prairies (64,9 %), milieux à végétation arbustive et/ou herbacée (15,4 %), forêts (13,3 %), zones agricoles hétérogènes (6,2 %), zones humides intérieures (0,2 %). L'évolution de l’occupation des sols de la commune et de ses infrastructures peut être observée sur les différentes représentations cartographiques du territoire : la carte de Cassini (XVIIIe siècle), la carte d'état-major (1820-1866) et les cartes ou photos aériennes de l'IGN pour la période actuelle (1950 à aujourd'hui).

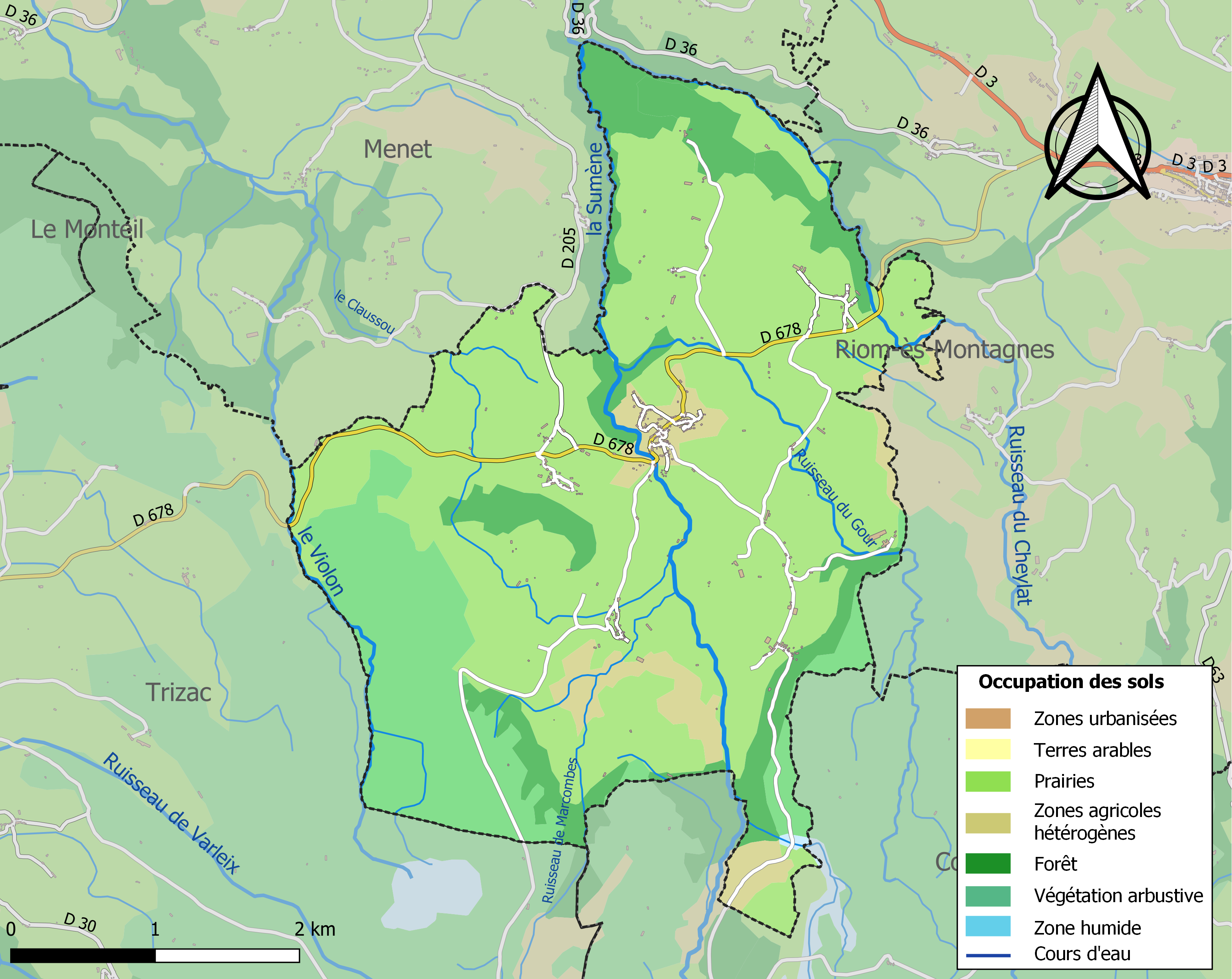
Carte des infrastructures et de l'occupation des sols de la commune en 2018 (CLC).

### Habitat et logement
En 2018, le nombre total de logements dans la commune était de 197, alors qu'il était de 203 en 2013 et de 182 en 2008.
Parmi ces logements, 55,3 % étaient des résidences principales, 26,2 % des résidences secondaires et 18,5 % des logements vacants. Ces logements étaient pour 95,9 % d'entre eux des maisons individuelles et pour 4,1 % des appartements.
Le tableau ci-dessous présente la typologie des logements à Valette en 2018 en comparaison avec celle du Cantal et de la France entière. Une caractéristique marquante du parc de logements est ainsi une proportion de résidences secondaires et logements occasionnels (26,2 %) supérieure à celle du département (20,4 %) et à celle de la France entière (9,7 %). Concernant le statut d'occupation de ces logements, 74,1 % des habitants de la commune sont propriétaires de leur logement (75,7 % en 2013), contre 70,4 % pour le Cantal et 57,5 pour la France entière.
| Typologie                                               | Valette | Cantal | France entière |
| ------------------------------------------------------- | ------- | ------ | -------------- |
| Résidences principales (en %)                           | 55,3    | 67,7   | 82,1           |
| Résidences secondaires et logements occasionnels (en %) | 26,2    | 20,4   | 9,7            |
| Logements vacants (en %)                                | 18,5    | 11,9   | 8,2            |

## Histoire
En septembre 1790, la commune d'Albanies voit le jour. Albanies disparaît en 1836, de même que Lagane, absorbées par Menet. C'est seulement en 1871 que Valette est créée, à l'emplacement de l'ancienne commune d'Albanies. Il y eut donc une certaine rivalité entre Menet et Valette, mais les deux villages sont aujourd'hui associés dans le cadre du regroupement pédagogique intercommunal Menet-Valette : Menet abrite l'école maternelle, les CP et CE1 alors que Valette accueille les CE2, CM1 et CM2…

## Politique et administration
| Période                                  | Période    | Identité                | Étiquette | Qualité                                                                           |
| ---------------------------------------- | ---------- | ----------------------- | --------- | --------------------------------------------------------------------------------- |
| Les données manquantes sont à compléter. |            |                         |           |                                                                                   |
| avant 1981                               | 1983       | Emile Monteil           |           |                                                                                   |
| 1983                                     | ?          | Jean-Marie Blanc        | PS        |                                                                                   |
| mars 2001                                | avril 2014 | Pierre Fouillade        | PS        | Conseiller général (2001-2008)                                                    |
| avril 2014                               | En cours   | Valérie Cabecas-Roquier | DVD       | Fonctionnaire Conseillère départementale, Présidente de la Communauté de communes |

## Population et société

### Démographie
L'évolution du nombre d'habitants est connue à travers les recensements de la population effectués dans la commune depuis 1872. Pour les communes de moins de 10 000 habitants, une enquête de recensement portant sur toute la population est réalisée tous les cinq ans, les populations de référence des années intermédiaires étant quant à elles estimées par interpolation ou extrapolation. Pour la commune, le premier recensement exhaustif entrant dans le cadre du nouveau dispositif a été réalisé en 2005.

En 2022, la commune comptait 237 habitants, en évolution de +2,16 % par rapport à 2016 (Cantal : −1,08 %, France hors Mayotte : +2,11 %).
| 1872 | 1876 | 1881 | 1886 | 1891 | 1896 | 1901 | 1906 | 1911 |
| ---- | ---- | ---- | ---- | ---- | ---- | ---- | ---- | ---- |
| 647  | 626  | 646  | 748  | 548  | 582  | 568  | 523  | 535  |

| 1921 | 1926 | 1931 | 1936 | 1946 | 1954 | 1962 | 1968 | 1975 |
| ---- | ---- | ---- | ---- | ---- | ---- | ---- | ---- | ---- |
| 513  | 522  | 563  | 532  | 443  | 392  | 378  | 359  | 289  |

| 1982 | 1990 | 1999 | 2005 | 2006 | 2010 | 2015 | 2020 | 2022 |
| ---- | ---- | ---- | ---- | ---- | ---- | ---- | ---- | ---- |
| 307  | 284  | 261  | 257  | 255  | 262  | 235  | 239  | 237  |

## Culture locale et patrimoine

### Lieux et monuments
- L'église de Valette.
- Le pont de la Cliotte et le pont de Pradal sur la Sumène.
- Le moulin de Pradal, le dernier vestige des quatre moulins qui peuplaient la vallée de la Sumène au début du XXe siècle sur le territoire de Valette (Pradal, Tronchoux, Vez Croucon, le bourg).
- Peyre Grosse, village templier construit en arête de poisson (panneau d'interprétation au cœur du village).
- Roche, village typique, et sa chapelle.
- La cascade du Gour.
- La vallée de la Sumène.

### Personnalités liées à la commune
- Jacques Mallouet (Paris, 1928 - Valette, 2004). Professeur de mathématiques puis écrivain.  Valette est le village d'adoption de Jacques Mallouet : il y rédigea plusieurs ouvrages sur le Cantal, dans lesquels il évoqua ses souvenirs d'enfance, les traditions locales, le patrimoine oral… Il a été invité de la collection « Les Contes de la Mémoire » enregistrée par FR3 Auvergne Radio (1977-1978) et chroniqueur pour le journal La Montagne. Ses chroniques ont été rassemblée dans un ouvrage titré "Entre Dordogne et Puy Mary" imprimé en 1973.
- Émile Refouvelet. Il est le créateur de la boisson Auvergne Gentiane, qui est commercialisée à partir de 1929. Cette liqueur, rebaptisée plus tard Avèze, est réalisée à partir de racines de gentiane fraîches, récoltées à la main par les gentianaires sur les plateaux cantaliens. L'Avèze, qui est élaborée à Riom-ès-Montagnes, bénéficie aujourd'hui de la marque Parc (PNR Volcans d'Auvergne).